# Region La Libertad
Region La Libertad – jeden z 25 regionów w Peru. Stolicą jest miasto Trujillo.

## Podział administracyjny regionu
Region La Libertad podzielony jest na 12 prowincji, które obejmują 83 dystrykty.

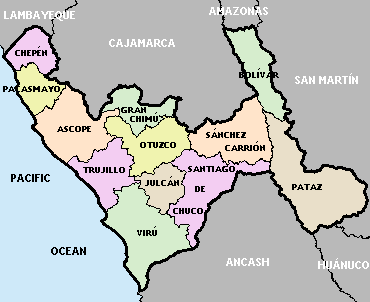
Podział regionu La Libertad na prowincje

| Prowincja         | Stolica prowincji | Liczba dystryktów | UBIGEO |
| ----------------- | ----------------- | ----------------- | ------ |
| Trujillo          | Trujillo          | 11                | 1301   |
| Ascope            | Ascope            | 8                 | 1302   |
| Bolívar           | Bolívar           | 6                 | 1303   |
| Chepén            | Chepén            | 3                 | 1304   |
| Julcán            | Julcán            | 4                 | 1305   |
| Otuzco            | Otuzco            | 10                | 1306   |
| Pacasmayo         | San Pedro de Lloc | 5                 | 1307   |
| Pataz             | Tayabamba         | 13                | 1308   |
| Sánchez Carrión   | Huamachuco        | 8                 | 1309   |
| Santiago de Chuco | Santiago de Chuco | 8                 | 1310   |
| Gran Chimú        | Cascas            | 4                 | 1311   |
| Virú              | Virú              | 3                 | 1312   |